# Convento de San Andrés de la Muga
El convento de San Andrés de la Muga fue un convento situado en la localidad alavesa de Labastida. 

## Historia
En el Sur de la población, se erigía el convento de religiosos observantes de San Francisco, denominado de San Andrés de Muga por haberse fundado donde existía una ermita con este título que les cedió el obispo de Calahorra D. Pedro de Castro en el año de 1447. Habiendo hecho presente el P. Fr. Rodrigo de Villacre esta donación a la santidad de Nicolás V, expidió éste su bula dada en Roma en el último de las calendas de junio del mismo año, comisionando al prior del convento de la Estrella de la orden de San Jerónimo, para que siendo cierta la narrativa, autorizase con facultad apostólica la referida donación y se procediese a la fundación, como se ejecutó, formalizándose el correspondiente documento en 5 de octubre de dicho año. 
Era uno de los mejores de la provincia: su fábrica muy sólida, la iglesia despejada y muy buena, al igual que su sacristía. Había un colegio de artes para religiosos y seglares. El exprovincial Fr. Plácido Pinedo, hijo de esta villa, comisario general de Indias, muerto en Madrid en el año de 1769, hizo a sus expensas la costosa fuente que corriendo desde su origen por espacio de más de media legua sobre elevados puentes y fuertes paredes de mampostería, introducía el agua en el convento. Pertenecía en lo eclesiástico al obispo de Calahorra y su vic. de San Vicente desde el último sínodo celebrado en Logroño año de 1698, hasta cuyo tiempo había estado incorporada en la de Miranda. Esta separación, motivada por la mucha distancia de estas dos villas, solo tenía efecto en cuanto a la jurisdicción que ejercían los vicarios foráneos pero no en la distribución del subsidio y excusado y demás asuntos civiles y políticos, pues en esto quedó como antes incorporada en el arcipreste de la Ribera.